# 東大源
東 大源（ひがし だいげん、1965年11月10日- ）は、日本の俳優。
芸能事務所カロスエンターテイメント所属。
TV、ラジオ、映画、舞台、ミュージックビデオ等に出演し、活動中。

## 経歴
東京都に生まれる。2001年、35 歳にして俳優を志す。2011年、東京大学出身にちなみ、東大（ひがし・だい）の芸名にて活動。名前検索の際「東大」に埋もれて、なかなか見つけてもらえないことから2022年、「東大源（ひがし・だいげん）」に改名。
2021年公開の映画『ペトロの帰り道』では準主役を演じる。

## TV
- TBS 「ピラミッド　～年収格差別　お金バラエティー～　東京大学OBスペシャル」　2013/7/27　放送
- TBS「水トク！ピラミッド～年収格差バラエティー　東大OB特集パート2」2014/3月
- TBS「私の何がイケないの？」松澤一之役　2014/5月
- テレビ朝日「Dr.X」
- TBS 「アリスの棘」
- テレビ朝日「BORDER」
- NHK 「篤姫」
- フジテレビ　「こたえてちょうだい」
- 日本テレビ「天才を育てた女房」 大学教授役2018/2.23
- NHK 土曜時代ドラマ「そろばん侍　風の市兵衛」伊佐治役 2018/5/19
- NHK 大河ドラマ「西郷どん」2018/7/15
- MBS/TBS 「教えてもらう前と後」再現VTR出演　2018/9.18
- TOKYO MX 「あしたのSHOW」司会　2019/12月
- 日本テレビ 「だが、情熱はある」第8話　マッサージ師役 2023/5/28

## ラジオ
- レインボータウンFM 「岡村洋一のシネマスクエア」2021/5.7
- かわさきFM 「岡村洋一のシネマストリート」　2021/5.10　同番組内にて「東大のシネマの神様」コーナーMC 5/31～月１回レギュラー

## 映画
- 「ダンボールハウスガール」　監督・松浦雅子
- 「亀は意外と速く泳ぐ」　監督・三木聡
- 「ぼくたちと駐在さんの700日戦争」　監督・塚本連平
- 「恐怖」　監督・高橋洋
- 「グラスホッパー」　監督・瀧本智行」
- 「マンゴーと赤い車椅子」看護師役　監督・仲倉重朗
- 「ペテロの帰り道」準主役　神さま役　監督・オカモトナオキ　2021/5月公開

## ミュージックビデオ
- 【ふたりの人生】KALLOS &空真和尚と保志あかね。主演[1]
- 【思い切り背伸びして】★MOMOKO & Uncles★。出演

## 舞台
- 「秘密の花園」（原作・唐十郎　シアター1010）
- 「神鷲は死なない」（演出・岩村久雄）
- 「からくり儀右衛門～東芝を作った男」（演出・竹内一郎　紀伊国屋ホール）
- 「愚か者達へのレクイエム」（築地　ブディストホール）演出　是枝正彦
- 「OH! MY GOD! 2017」（築地　ブディストホール）演出　是枝正彦
- 「OH! MY GOD! 2018」（築地　ブディストホール）演出　是枝正彦
- 「Dance Revolution」　（築地　ブディストホール）演出　是枝正彦
- 「ブラックコメディー「見えない人たち」（築地　ブディストホール）演出　是枝正彦
- 「過激にして愛嬌あり　宮武骸骨伝」（演出・竹内一朗　座・高円寺1）